# 半盔南鰍
半盔南鰍（學名：Schistura semiarmata）為輻鰭魚綱鯉形目條鰍科南鰍屬的其中一種。分布於亞洲巴基斯坦及印度卡納塔克邦、喀拉拉邦和泰米爾納德邦流域，體長可達5.6公分，棲息在礫石底質、水流快速的河川底層水域，生活習性不明。

## 扩展阅读
維基物種上的相關：半盔南鰍